# 查尔斯顿 (犹他州)
查尔斯顿（英文：Charleston），是美国犹他州沃萨奇县下属的一座城市。建市于 1852年，面积大约为2.24平方英里（5.8平方公里），海拔约为5,440英尺（1,660米）。根据2010年美国人口普查，该市有人口415人。